# 那加駅
那加駅（なかえき）は、岐阜県各務原市那加本町にある、東海旅客鉄道（JR東海）高山本線の駅。駅番号はCG02。

## 歴史
- 1920年（大正9年）11月1日：高山線（1934年に高山本線へ改称）の岐阜駅 - 各務ヶ原駅間開通と同時に開業[1]。旅客及び貨物の取り扱いを開始[2]。
- 1968年（昭和43年）10月1日：貨物の取り扱いを廃止[2]。
- 1984年（昭和59年）2月1日：荷物扱い廃止[2]。
- 1985年（昭和60年）4月1日：無人駅化[1][3]。ただししばらくの間、鵜沼駅からの出張扱いで乗車券類を発売[3]。
- 1987年（昭和62年）4月1日：国鉄分割民営化に伴い、東海旅客鉄道（JR東海）の駅となる[2]。
- 1998年（平成10年）2月：簡易駅舎に改築[1]。
- 2010年（平成22年）3月13日：ICカード「TOICA」の利用が可能となる[4]。

## 駅構造
相対式ホーム2面2線を有する地上駅。かつては木造の駅舎を有したが、コンクリートのものに改築された。トイレは無い。駅前の名鉄各務原線の踏切の南側に、各務原市が設置した水洗式便所がある。また下りホームには、シースルーの待合室がある。
高速通過（110km/h）可能な両開き分岐器（Y字ポイント）に取り換えられている。岐阜駅管理の無人駅で、TOICA専用の簡易改札機が設置されたが自動券売機は設置されていない。
出入り口は南側しかなく、北側からは出入りできない。

### のりば
| 番線 | 路線        | 方向 | 行先               |
| ---- | ----------- | ---- | ------------------ |
| 1    | CG 高山本線 | 上り | 岐阜・名古屋方面   |
| 2    | CG 高山本線 | 下り | 美濃太田・高山方面 |

- かつては各務原線新那加駅との間に連絡線があり、陸軍各務原飛行場への貨物輸送が行われていた（新那加駅#配線図参照）。

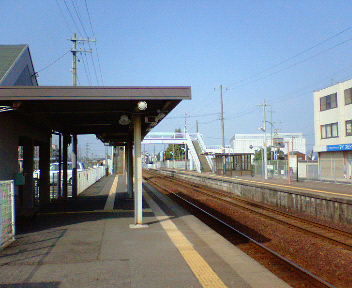
構内（岐阜方面を望む）

## 利用状況
一日平均の乗車人員は以下の通り。岐阜駅経由で名古屋方面へ行くには名鉄より列車の乗車時間が短いため（乗り換え、待ち時間を含まず）、民営化後は徐々に利用者が増えており、減少傾向にある新那加駅や市民公園前駅とは対照的になっている。
- 2006年度 - 872人
- 2007年度 - 937人
- 2008年度 - 979人
- 2009年度 - 1,004人
- 2010年度 - 1,064人
- 2011年度 - 958人
- 2012年度 - 1,089人
- 2013年度 - 1,109人
- 2014年度 - 1,093人
- 2015年度 - 1,153人
- 2016年度 - 1,175人
- 2017年度 - 1,197人
- 2018年度 - 1,274人

## 駅周辺
JRで各務原市役所に行くならば、当駅からが最も近い。
- 名古屋鉄道各務原線 新那加駅（徒歩1分） - 当駅に平行して立地している。
- 岐阜県立各務原西高等学校
- 各務原市総合体育館
- 金属団地
- 百十郎桜[1]
- 八幡神社

## バス路線
- 「新那加駅北口」バス停（那加駅南口に該当）があり、各務原市ふれあいバス川島線、岐阜バスイオンモール各務原線が運行されていたが、2024年4月1日に新那加駅の南口への乗り入れに変更されたことにより、当駅に乗り入れるバスは無くなった。

## 隣の駅
東海旅客鉄道（JR東海）
CG 高山本線
長森駅 (CG01) - 那加駅 (CG02) - 蘇原駅 (CG03)